# 24 uur van Le Mans 1929

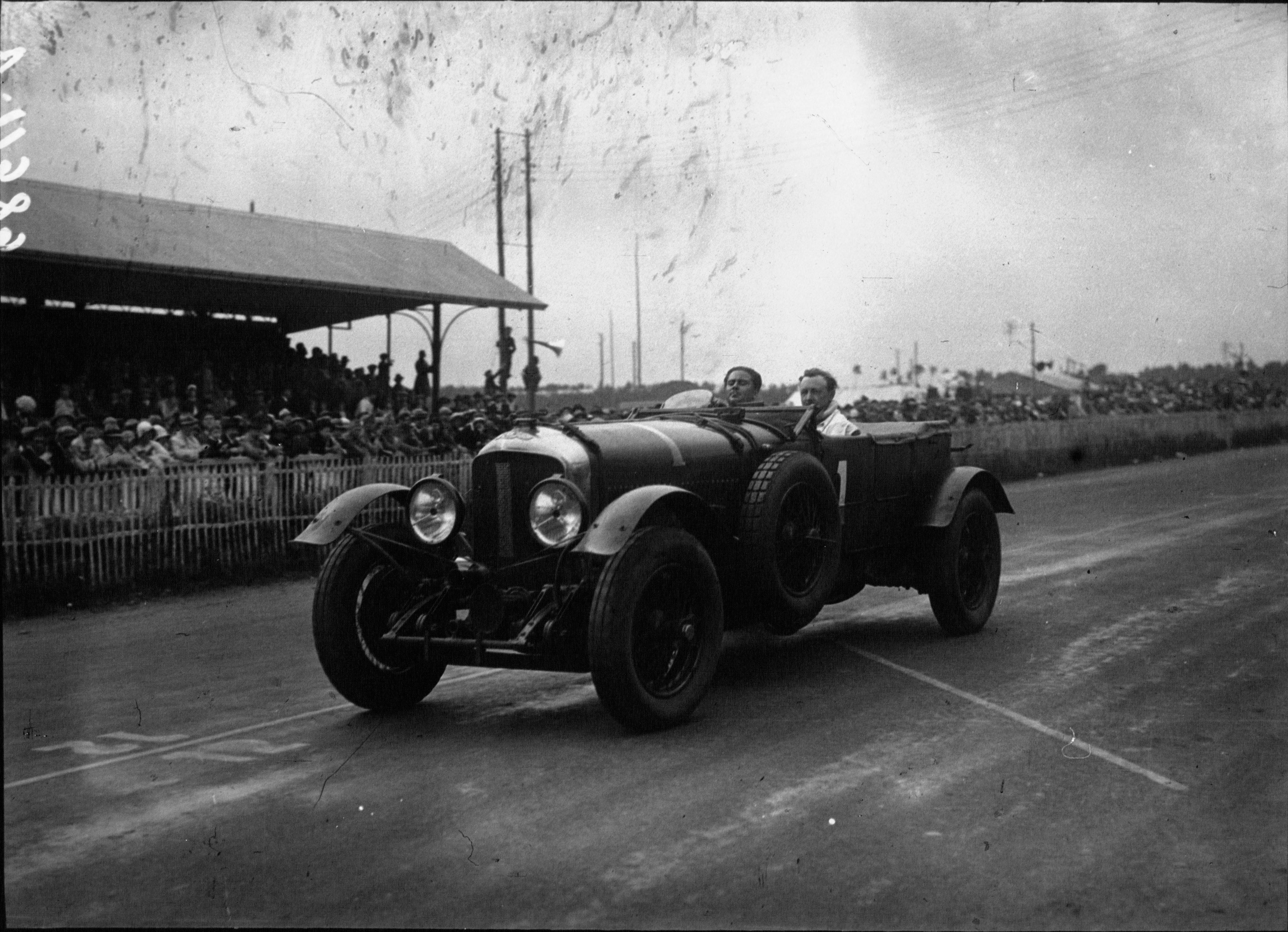
De winnende auto: de Bentley Speed Six #1.

De 24 uur van Le Mans 1929 was de 7e editie van deze endurancerace. De race werd verreden op 15 en 16 juni 1929 op het Circuit de la Sarthe nabij Le Mans, Frankrijk.
De race werd gewonnen door de Bentley Motors Ltd #1 van Woolf Barnato en Tim Birkin. Barnato behaalde zijn tweede Le Mans-overwinning, terwijl Birkin zijn eerste zege behaalde. De 5.0-klasse werd gewonnen door de Bentley Motors Ltd #9 van Glen Kidston en Jack Dunfee. De 1.5-klasse werd gewonnen door de Kenneth Peacock #21 van Kenneth Peacock en Sammy Newsome. De 1.1-klasse werd gewonnen door de SA des Automobiles Tracta #26 van Louis Balart en Louis Debeugny.

## Race
Winnaars in hun klasse zijn vetgedrukt. Er waren dit jaar echter geen officiële onderscheidingen in klassen; deze werden later met terugwerkende kracht ingevoerd.
| Pos. | Klasse | No. | Team                                                | Coureurs                                                    | Chassis                   | Motor                                         | Banden | Ronden |
| ---- | ------ | --- | --------------------------------------------------- | ----------------------------------------------------------- | ------------------------- | --------------------------------------------- | ------ | ------ |
| 1    | 8.0    | 1   | Bentley Motors Ltd                                  | Woolf Barnato Tim Birkin                                    | Bentley Speed Six         | Bentley 6.6L S6                               | D      | 174    |
| 2    | 5.0    | 9   | Bentley Motors Ltd                                  | Glen Kidston Jack Dunfee                                    | Bentley 4½ Litre          | Bentley 4.4L S4                               | D      | 167    |
| 3    | 5.0    | 10  | Bentley Motors Ltd                                  | Dudley Benjafield André d'Erlanger                          | Bentley 4½ Litre          | Bentley 4.4L S4                               | D      | 159    |
| 4    | 5.0    | 8   | Bentley Motors Ltd                                  | Frank Clement Jean Chassagne                                | Bentley 4½ Litre          | Bentley 4.4L S4                               | D      | 157    |
| 5    | 8.0    | 5   | Automobiles Elite Paris                             | Guy Bouriat Philippe de Rothschild                          | Stutz Model M Blackhawk   | Stutz 5.3L S8 supercharged                    | D      | 153    |
| 6    | 5.0    | 14  | Grand Garage Saint-Didier Paris                     | Robert Benoist Henri Stoffel                                | Chrysler Six Series 75    | Chrysler 4.1L S6                              | D      | 152    |
| 7    | 5.0    | 12  | Grand Garage Saint-Didier Paris                     | Cyril de Vere Marcel Mongin                                 | Chrysler Six Series 77    | Chrysler 4.1L S6                              | D      | 149    |
| 8    | 1.5    | 21  | Kenneth Peacock                                     | Kenneth Peacock Sammy Newsome                               | Lea-Francis S-Type Hyper  | Meadows 1495cc S4 supercharged                | D      | 136    |
| 9    | 1.1    | 26  | SA des Automobiles Tracta                           | Louis Balart Louis Debeugny                                 | Tracta Type A             | SCAP 985cc S4 supercharged                    | D      | 128    |
| 10   | 1.1    | 27  | SA des Automobiles Tracta                           | Jean-Albert Grégoire Fernand Vallon                         | Tracta Type A             | SCAP 985cc S4 supercharged                    | D      | 126    |
| DNF  | 8.0    | 6   | Col Warwick Wright                                  | George Eyston Dick Watney                                   | Stutz Model M Blackhawk   | Stutz 5.3L S8 supercharged                    | D      | 104    |
| DNF  | 1.5    | 20  | Bollack, Netter et Cie                              | Lucien Desvaux Auguste Garalp                               | BNC Acacias               | Meadows 1496cc S4 supercharged                | D      | 88     |
| DNF  | 5.0    | 7   | Cecil Twisleton-Wykeham-Fiennes                     | Cecil Twisleton-Wykeham-Fiennes Arthur Owen Saunders-Davies | Invicta LC 4½ Litre       | Meadows 4.5L S6                               | D      | 78     |
| DNF  | 2.0    | 19  | Société des Applications à Refroidissements par Air | W.R. Hutchinson R.F. Turner                                 | SARA SP7                  | SARA 1806cc S6                                | D      | 73     |
| DNF  | 1.1    | 25  | SA des Automobiles Tracta                           | Maurice Benoist Lucien Lemesle                              | Tracta Type A             | SCAP 993cc S4 supercharged                    | D      | 70     |
| DNF  | 8.0    | 4   | Société de Carrosserie Weymann                      | Édouard Brisson Louis Chiron                                | Stutz Model M Blackhawk   | Stutz 5.3L S8 supercharged                    | D      | 65     |
| DNF  | 1.1    | 24  | SA des Automobiles Tracta                           | Roger Bourcier Tribaudot                                    | Tracta Spéciale           | Cozette 999cc S4 (tweetaktmotor) supercharged | D      | 43     |
| DNF  | 2.0    | 16  | Fox & Nicholl / PERR                                | Tim Rose-Richards Brian Lewis                               | Lagonda 2 Litre Speed     | Lagonda 1954cc S4                             | D      | 29     |
| DNF  | 1.1    | 29  | Bollack, Netter et Cie                              | Jean Lajeune Maurice Faure                                  | BNC Type 527              | Ruby 995cc S4                                 | D      | 24     |
| DNF  | 2.0    | 18  | Société des Applications à Refroidissements par Air | Gaston Mottet Douglas Hawkes                                | SARA SP7                  | SARA 1806cc S6                                | D      | 22     |
| DNF  | 1.5    | 22  | Alvis Car and Engineering Co                        | Cyril Paul Bill Urquhart-Dykes                              | Alvis FA8/15              | Alvis 1484cc S4 supercharged                  | D      | 21     |
| DNF  | 8.0    | 2   | Du Pont Motor Co.                                   | Charles Moran jr. Alfredo Miranda jr.                       | Du Pont Model G Speedster | Continental 5.3L S8                           | D      | 20     |
| DNF  | 1.1    | 30  | Bollack, Netter et Cie                              | Michel Doré Jean Treunet                                    | BNC Type 527              | Ruby 995cc S4                                 | D      | 15     |
| DNF  | 750    | 31  | Cyclecars D'Yrsan                                   | Trillaud Henri Lachner                                      | D'Yrsan Grand Sport       | Ruby 749cc S4                                 | D      | 9      |
| DNF  | 5.0    | 11  | Bentley Motors Ltd                                  | Bernard Rubin Earl Howe                                     | Bentley 4½ Litre          | Bentley 4.4L S4                               | D      | 7      |
| DNS  | 1.5    | 23  | Alvis Car and Engineering Company                   | Sammy Davis Leon Cushman                                    | Alvis FA8/15              | Alvis 1484cc S4 supercharged                  | ?      | 0      |
| DNA  | 8.0    | 3   | Du Pont Motor Co.                                   | Sidney Cotton Millicent Cotton                              | Du Pont Model G Speedster | Continental 5.3L S8                           | ?      | 0      |
| DNA  | 4.0    | 15  | Compagnie Maryland Paris                            |                                                             | Oakland All-American Six  | Oakland 3.5L S6                               | ?      | 0      |
| DNA  | 2.0    | 17  | Fox & Nicholl / PERR                                |                                                             | Lagonda 2 Litre Speed     | Lagonda 1954cc S4                             | ?      | 0      |
| DNA  | 1.1    | 28  | Cyclecars D'Yrsan                                   |                                                             | D'Yrsan Grand Sport       | Ruby 1097cc S4                                | ?      | 0      |

1923 · 1924 · 1925 · 1926 · 1927 · 1928 · 1929 · 1930 · 1931 · 1932 · 1933 · 1934 · 1935 · 1936 · 1937 · 1938 · 1939 · 1940 - 1948 · 1949 · 1950 · 1951 · 1952 · 1953 · 1954 · 1955 (Ramp) · 1956 · 1957 · 1958 · 1959 · 1960 · 1961 · 1962 · 1963 · 1964 · 1965 · 1966 · 1967 · 1968 · 1969 · 1970 · 1971 · 1972 · 1973 · 1974 · 1975 · 1976 · 1977 · 1978 · 1979 · 1980 · 1981 · 1982 · 1983 · 1984 · 1985 · 1986 · 1987 · 1988 · 1989 · 1990 · 1991 · 1992 · 1993 · 1994 · 1995 · 1996 · 1997 · 1998 · 1999 · 2000 · 2001 · 2002 · 2003 · 2004 · 2005 · 2006 · 2007 · 2008 · 2009 · 2010 · 2011 · 2012 · 2013 · 2014 · 2015 · 2016 · 2017 · 2018 · 2019 · 2020 · 2021 · 2022 · 2023 · 2024